# Harlem Globetrotters (serie animata)
Harlem Globetrotters è un cartone animato prodotto dalla Hanna-Barbera con versioni animate di giocatori dell'omonima squadra di basket.
Il cartone andò in onda sulla CBS dal 12 settembre 1970 al 16 ottobre 1971, e successivamente fu ritrasmesso dal 4 febbraio al 2 settembre 1978 su NBC come The Go-Go Globetrotters. La squadra degli Harlem Globetrotters era costituita da: Meadowlark Lemon, Freddie "Curly" Neal, Hubert "Geese" Ausbie, JC "Gip" Gipson, Bobby Joe Mason e Paul "Pablo" Robertson, tutti in forma animata, insieme alla loro immaginaria autista di autobus e manager Granny e il loro cane mascotte Dribbles.

## Produzione e distribuzione
Furono prodotti un totale di 22 episodi degli Harlem Globetrotters: 16 per la prima stagione, 6 per la seconda stagione. Dopo la cancellazione del loro show, i Globetrotters animati hanno fatto tre apparizioni in The New Scooby-Doo Movies di Hanna-Barbera nel 1972 e 1973. Dribbles, (la mascotte) che non è apparso nello show, era nella sequenza della sigla; sono stati fatti diversi riferimenti anche a Granny (l'autista), che anche lei non è apparsa nello show. Hanna-Barbera ha prodotto una seconda serie animata con protagonisti i Globetrotters nel 1979 chiamata The Super Globetrotters, questa volta con i giocatori come supereroi. Attualmente il cartone Harlem Globetrotters è distribuito in DVD dalla Warner Bros.

## Trama
(Intro in tutti gli episodi)
La squadra degli Harlem Globetrotters viaggia in tutto il mondo e in genere viene coinvolta in un conflitto locale che porta uno dei Globetrotters a proporre una partita di basket per risolvere il problema. Per assicurarsi la sconfitta dei Globetrotters, gli avversari organizzano la gara; tuttavia, prima della seconda metà della partita, la squadra trova sempre un modo per pareggiare le sorti, diventare quasi invincibile e vincere la partita.

## Personaggi

### Gli Harlem Globetrotters
- Meadowlark Lemon: è il capitano della squadra.
- Freddie "Curly" Neal: è il pelato della squadra.
- Hubert "Geese" Ausbie: è l'atleta con i baffi.
- JC "Gip" Gipson: è il più alto e muscoloso della squadra.
- Bobby Joe Mason: ha la carnagione simile a Curly Neal.
- Paul "Pablo" Robertson: è il più basso della squadra.

### Personaggi secondari
- Granny: è la simpatica vecchietta e autista degli Harlem Globetrotters.[7]
- Dribbles: è il cane mascotte degli Harlem Globetrotters.[8]

## Doppiaggio
| Personaggio       | Doppiatore Originale       | Doppiatore Italiano  |
| ----------------- | -------------------------- | -------------------- |
| Curly Neal        | Stu Gilliam                | Domenico Crescentini |
| Geese Ausbie      | Johnny Williams            | Paolo Modugno        |
| J.C. "Gip" Gipson | Richard Elkins             |                      |
| Meadowlark Lemon  | Scatman Crothers           |                      |
| Bobby Joe Mason   | Eddie "Rochester" Anderson |                      |
| Pablo Robertson   | Robert DoQui               |                      |
| Granny            | Nancy Wible                |                      |

## Episodi
| Nº    | Titolo originale          | Titolo italiano                | Prima TV USA      | Pubblicazione Italia |
| ----- | ------------------------- | ------------------------------ | ----------------- | -------------------- |
| 01    | The Great Geese Goof-Up   |                                | 12 settembre 1970 |                      |
| 02    | Football Zeros            |                                | 19 settembre 1970 |                      |
| 03    | Hold That Hillbilly       |                                | 26 settembre 1970 |                      |
| 04    | Bad News Cruise           |                                | 3 ottobre 1970    |                      |
| 05    | Rodeo Duds                |                                | 10 ottobre 1970   |                      |
| 06    | Double Dribble Double     |                                | 17 ottobre 1970   |                      |
| 07    | Heir Loons                |                                | 24 ottobre 1970   |                      |
| 08    | From Scoop to Nuts        |                                | 31 ottobre 1970   |                      |
| 09    | What a Day For a Birthday | Che giornata per un compleanno | 7 novembre 1970   |                      |
| 10    | It's Snow Vacation        |                                | 14 novembre 1970  |                      |
| 11    | The Great Ouch Doors      |                                | 21 novembre 1970  |                      |
| 12    | Hooray For Hollywood      |                                | 28 novembre 1970  |                      |
| 13    | Shook Up Sheriff          |                                | 5 dicembre 1970   |                      |
| 14    | Gone To The Dogs          |                                | 12 dicembre 1970  |                      |
| 15    | The Wild Blue Yonder      |                                | 19 dicembre 1970  |                      |
| 16    | Long Gone Gip             |                                | 2 gennaio 1971    |                      |
| 01/17 | A Pearl of a Game         |                                | 11 settembre 1971 |                      |
| 02/18 | Nothing to Moon About     | Niente di cui preoccuparsi     | 18 settembre 1971 |                      |
| 03/19 | Pardon My Magic           |                                | 25 settembre 1971 |                      |
| 04/20 | Granny's Royal Ruckus     |                                | 2 ottobre 1971    |                      |
| 05/21 | Soccer to Me              |                                | 9 ottobre 1971    |                      |
| 06/22 | Jungle Jitters            |                                | 16 ottobre 1971   |                      |